# Võ Văn Ánh
Võ Văn Ánh là một nhà học ứng dụng người Việt, giáo sư emiratus tại Đại học Công nghệ Queenland, Úc. Ông là một trong 4 người Việt nằm trong danh sách các top 1% nhà khoa học được trích dẫn nhiều nhất thế giới năm 2015 của Thomson Reuters.

## Sự nghiệp
Năm 1978, ông bảo vệ luận văn tiến sĩ tại Đại học Tasmania, Úc dưới sự hướng dẫn của Pham Do Tuan. Luận văn của ông có nhan đề "Extremal problems for functions of positive real part and applications".
Ông giảng dạy tại Khoa Toán, Đại học Công nghệ Queenland từ năm 1984 và phong giáo sư  từ tháng 8, năm 2004.
Từ tháng 4 năm  2016 ông trở thành giáo sư emiratus tại Đại học Công nghệ Queenland và giữ ghế giáo sư đặc biệt tại Đại học Công nghệ Swinburne.

## Đóng góp
Chuyên ngành giảng dạy của ông là Toán học tính toán và ứng dụng. Lĩnh vực nghiên cứu của ông là xác suất thống kê ứng dụng, bao gồm mô hình ngẫu nhiên của quá trình khuếch tán phi tuyến (spatiotemporal nonlinear diffusion processes) với những đặc điểm đa hệ fractal; ước lượng thống kê và phép xấp xỉ của khuếch tán dị thường (anomalous diffusion); sự khuếch tán và vận chuyển của nước mặn trong tầng ngậm nước vùng duyên hải.
Năm 2015, GS Võ Văn Ánh, PGS Nguyễn Xuân Hùng (ĐH Công nghệ Tp HCM), GS Nguyễn Thục Quyên (ĐH California Santa Barbara, Mỹ), GS Nguyễn Sơn Bình (ĐH Northwestern) là 4 người Việt được liệt kê trong danh sách các top 1% nhà khoa học được trích dẫn nhiều nhất thế giới của Thomson Reuters.
GS Võ Văn Ánh đã công bố một sách chuyên khảo, hơn 286 bài báo trên các tạp chí quốc tế. Ông còn là thành viên trong ban biên tập nhiều tạp chí danh tiếng.